# 藤原資信
藤原 資信（ふじわら の すけのぶ、永保2年（1082年） - 保元3年11月18日（1158年12月10日）)は、平安時代後期の貴族。初名は資懐。藤原北家小野宮流、参議・藤原顕実の長男。官位は正三位・中納言。

## 経歴
諸陵助・式部丞を経て、白河院政期中期の康和4年（1102年）叙爵する。康和6年（1104年）春宮・宗仁親王の昇殿を許されたのち、越後権守次いで中務大輔に任ぜられた。
嘉承2年（1107年）宗仁親王が践祚（鳥羽天皇）すると資信は昇殿を許され、嘉承3年（1108年）左衛門佐に遷り、天仁2年（1109年）従五位上、永久2年（1114年）正五位下と昇進していく。しかし、左衛門佐から近衛少将への任官は叶わず、まもなく兵部権少輔（のち権大輔）に遷され、同年7月には小板敷で左近衛少将・藤原実衡と乱闘事件を起こし恐懼処分を受けてしまう。以降昇進も止まってしまい、さらに保安4年（1123年）鳥羽天皇が崇徳天皇に譲位すると昇殿を止められるなど、資信は30歳代から40歳代にかけて不遇を託った。
長承元年（1132年）9年ぶりに昇殿を許されると、長承2年（1133年）五位蔵人、長承3年（1134年）右少弁と俄に栄職に登用される。その後は、保延3年（1137年）権右中弁、保延4年（1138年）従四位下、保延6年（1140年）従四位上、永治元年（1141年）左中弁と、弁官を務めながら順調に昇進し、永治2年（1142年）61歳にして正四位下・蔵人頭に叙任された。
同時に蔵人頭となった藤原経宗とともに7年半に亘ってこれを務め、この間の久安4年（1148年）資信は右大弁に昇任されている。久安5年（1149年）経宗とともに参議に任ぜられ、資信は68歳にして遂に公卿に列した。議政官の傍らで、引き続き左右大弁を兼帯し、久寿2年（1155年）従三位に昇叙されている。後白河院政期に入っても、保元元年（1156年）藤原公通を超えて正三位・権中納言に叙任されるなど昇進を続け、保元2年（1157年）中納言に至った。
保元3年（1158年）8月に猶子の藤原資忠を木工頭に任じる代わりに、資信は中納言を辞して兼任していた兵部卿のみを帯びた。同年11月8日に出家。11月18日に薨去。享年77。

## 官歴
『公卿補任』による。
- 嘉保3年（1096年） 正月24日：諸陵助
- 康和4年（1102年） 正月23日：式部丞。11月14日：叙爵
- 康和6年（1104年） 正月：春宮昇殿（資懐から資信に改名）。7月9日：越後権守
- 長治3年（1106年） 12月5日：中務大輔
- 嘉承2年（1107年） 7月19日：昇殿（太子践祚）
- 嘉承3年（1108年） 正月22日：左衛門佐
- 天仁2年（1109年） 正月7日：従五位上（簡一）
- 永久2年（1114年） 正月5日：正五位下（佐）。正月22日：兵部権少輔
- 元永2年（1119年） 正月24日：兼備後介
- 保安元年（1120年） 2月：兵部権大輔。7月21日：恐懼[1]
- 保安4年（1123年） 正月28日：止昇殿（譲位）
- 長承元年（1132年） 2月9日：昇殿
- 長承2年（1133年） 正月29日：五位蔵人
- 長承3年（1134年） 2月24日：右少弁。2月26日：服解（母）[2]
- 保延3年（1137年） 10月6日：権右中弁
- 保延4年（1138年） 正月5日：従四位下（弁労）[2]。正月22日：還昇
- 保延6年（1140年） 閏5月1日：従四位上（臨時）[2]
- 永治元年（1141年） 12月2日：左中弁[2]。12月7日：新帝昇殿。
- 永治2年（1142年） 正月7日：蔵人頭（頭弁）。正月23日：正四位下（臨時）、兼備中権介（装束）[2]。6月18日：兼修理左宮城使
- 久安4年（1148年） 10月13日：右大弁[2]
- 久安5年（1149年） 3月18日：兼阿波権守[2]。7月28日：参議。8月2日：弁如元。10月22日：兼勘解由長官、辞阿波権守（申任男信忠）
- 久安6年（1150年） 正月29日：兼周防権守。4月28日：左大弁。10月4日：勧学院別当
- 久寿元年（1154年） 日付不詳：辞権守（秩満）[3]
- 久寿2年（1155年） 正月6日：従三位（参議労）。正月28日：兼越前権守
- 保元元年（1156年） 9月13日：権中納言（超公通）。11月28日：正三位（石清水賀茂行幸行事賞）、兼治部卿
- 保元2年（1157年） 正月24日：兼兵部卿。8月19日：中納言
- 保元3年（1158年） 8月10日：辞中納言（以猶子資忠申任木工頭）、卿如元。11月8日：出家。11月18日：薨去

## 系譜
『尊卑分脈』による。
- 父：藤原顕実
- 母：藤原師仲の娘
- 養子女
  - 男子：藤原資重 - 実は藤原公章の子
  - 男子：藤原資忠 - 実は藤原忠房の子
- 生母不詳の子女
  - 男子：信顕
  - 女子：